# NGC 1042
NGC 1042 (również PGC 10122) – galaktyka spiralna z poprzeczką (SBc), znajdująca się w gwiazdozbiorze Wieloryba. Odkrył ją Lewis A. Swift 10 listopada 1885 roku.